# Pherecydes
Genre
Pherecydes est un genre d'araignées aranéomorphes de la famille des Thomisidae.

## Distribution
Les espèces de ce genre se rencontrent en Afrique.

## Liste des espèces
Selon World Spider Catalog (version 18.0, 17/02/2017) :
- Pherecydes carinae Dippenaar-Schoeman, 1980
- Pherecydes ionae Dippenaar-Schoeman, 1980
- Pherecydes livens Simon, 1895
- Pherecydes lucinae Dippenaar-Schoeman, 1980
- Pherecydes nicolaasi Dippenaar-Schoeman, 1980
- Pherecydes tuberculatus O. Pickard-Cambridge, 1883
- Pherecydes zebra Lawrence, 1927

## Publication originale
- O. Pickard-Cambridge, 1883 : On some new genera and species of spiders. Proceedings of the Zoological Society of London, vol. 1883, p. 352-365 (texte intégral).